# Leon Tomșa
Leon Tomșa (n. ? – d. iulie 1632) a fost domnul Țării Românești între anii 1629 și 1632. 

## Vezi și
- Crucea lui Leon Vodă

 Acest articol despre un subiect legat de  istoria României este deocamdată un ciot. Puteți ajuta Wikipedia prin completarea sa.